# Canarium karoense
Canarium karoense är en tvåhjärtbladig växtart som beskrevs av Herman Johannes Lam. Canarium karoense ingår i släktet Canarium och familjen Burseraceae. Inga underarter finns listade i Catalogue of Life.